# Josh Maja
Joshua Erowoli Orisunmihare Oluwaseun Maja (Lewisham, 29 december 1998) is een Engelse voetballer van Nigeriaanse afkomst die als aanvaller speelt. Hij verkaste in januari 2019 van Sunderland naar Girondins de Bordeaux. Op 1 februari 2021 werd hij verhuurd aan Fulham. Maja debuteerde op 10 september 2019 in het Nigeriaans voetbalelftal.

## Clubcarrière
Maja verliet Fulham in mei 2016 voor Sunderland, waar hij een driejarig contract tekende. Op 21 september 2016 debuteerde hij als prof in een bekerduel tegen Queens Park Rangers. Tijdens het seizoen 2017/18 speelde Maja zeventien competitieduels, waarin hij eenmaal scoorde.